# Sillería del coro de la Catedral de Málaga
La sillería del coro de la Catedral de Málaga tiene sus orígenes en el año 1590, cuando el cabildo catedralicio decidió dotar al templo de un coro que, junto con la capilla mayor, será una de las piezas más representativas del mismo.
Las primeras trazas de esta espectacular obra fueron dadas por Juan de Minjares, maestro mayor de la Lonja de Sevilla, con la participación de otros maestros. En 1592 la dirección de la obra recayó en el arquitecto Diego de Vergara, hijo, que entonces era maestro de la Catedral de Málaga, y bajo la supervisión del maestro mayor de la Catedral de Córdoba, Hernán Ruiz III. Posteriormente, se hizo cargo de la obra Pedro Díaz de Palacios que retomó los proyectos de Juan de Minjares y Francisco de Mora, quedando inaugurada la sillería en 1631.
A partir de 1633 se comenzó con la obra escultórica de la sillería, adjudicada en un primer momento al escultor jiennense Luis Ortiz de Vargas, relacionado con la familia de los escultores Ocampo, que realizó la arquitectura lignaria del conjunto; posteriormente, José Micael y Alfaro intervino en la realización del Apostolado y los bustos de los santos que rematan la sillería y que son fiel reflejo del estilo manierista malagueño; y finalmente, Pedro de Mena, bajo el episcopado de Diego Martínez de Zarzosa y gracias a una donación del obispo de mil ducados, será el encargado de poner fin a esta obra, imprimiendo a cada una de las esculturas una honda expresión religiosa, llena de serenidad y dotada de una espectacular gesticulación contenida.
El valor artístico y didáctico de esta pieza escultórica reside en las diferentes intervenciones de los artistas que en ella trabajaron, dejando la impronta de su arte, y por ende, de los diferentes estilos que protagonizan esta obra. Además no se puede olvidar el mensaje político-religioso de este espacio, erigido como un elemento de poder fáctico y de control dentro de la propia Iglesia.

## Historia
La historia del proceso constructivo del coro se inicia tras la inauguración del templo renacentista, cuando se plantea la construcción de un espacio donde instalar la antigua sillería del coro para el adecuado desarrollo de la actividad litúrgica. Será entonces en el año 1590 cuando Juan de Minjares, quien, con la participación de otros maestros, realice las primeras trazas de esta magnífica obra. En 1592 la dirección recayó en el arquitecto Diego de Vergara bajo la supervisión de Hernán Ruiz. Posteriormente, se hizo cargo de la obra Pedro Díaz de Palacios, quedando finalmente inaugurada en el año 1631.
En 1633, bajo el deanato de Juan de Arias y Moscoso, se convoca un concurso para la realización de una nueva sillería, siendo seleccionada finalmente la propuesta del escultor y arquitecto Luis Ortiz de Vargas, el cual, antes de concluir las obras, abandonó el taller, siendo sustituido entonces por el artista turolense José Micael y Alfaro, el cual introducirá al conjunto el estilo manierista, fuertemente influenciado por los modelos italianos de Miguel Ángel.
Tras un período de paralización de las obras, el prelado Diego Martínez de Zarzosa (1656-58) donó mil ducados para reiniciar las gestiones y concluir así la imaginería del coro. En julio de 1658 el cabildo adjudica definitivamente la terminación de la sillería del coro al artista granadino Pedro de Mena y Medrano, que realizó la parte escultórica más espectacular del conjunto catedralicio. El estilo del artista durante su etapa malagueña supera y se distancia del estilo anterior, marcado por la influencia de su maestro Alonso Cano, para realizar obras marcadas por una gran serenidad y distinción caracterizadas por un modelado suave y preciosista.

## Descripción

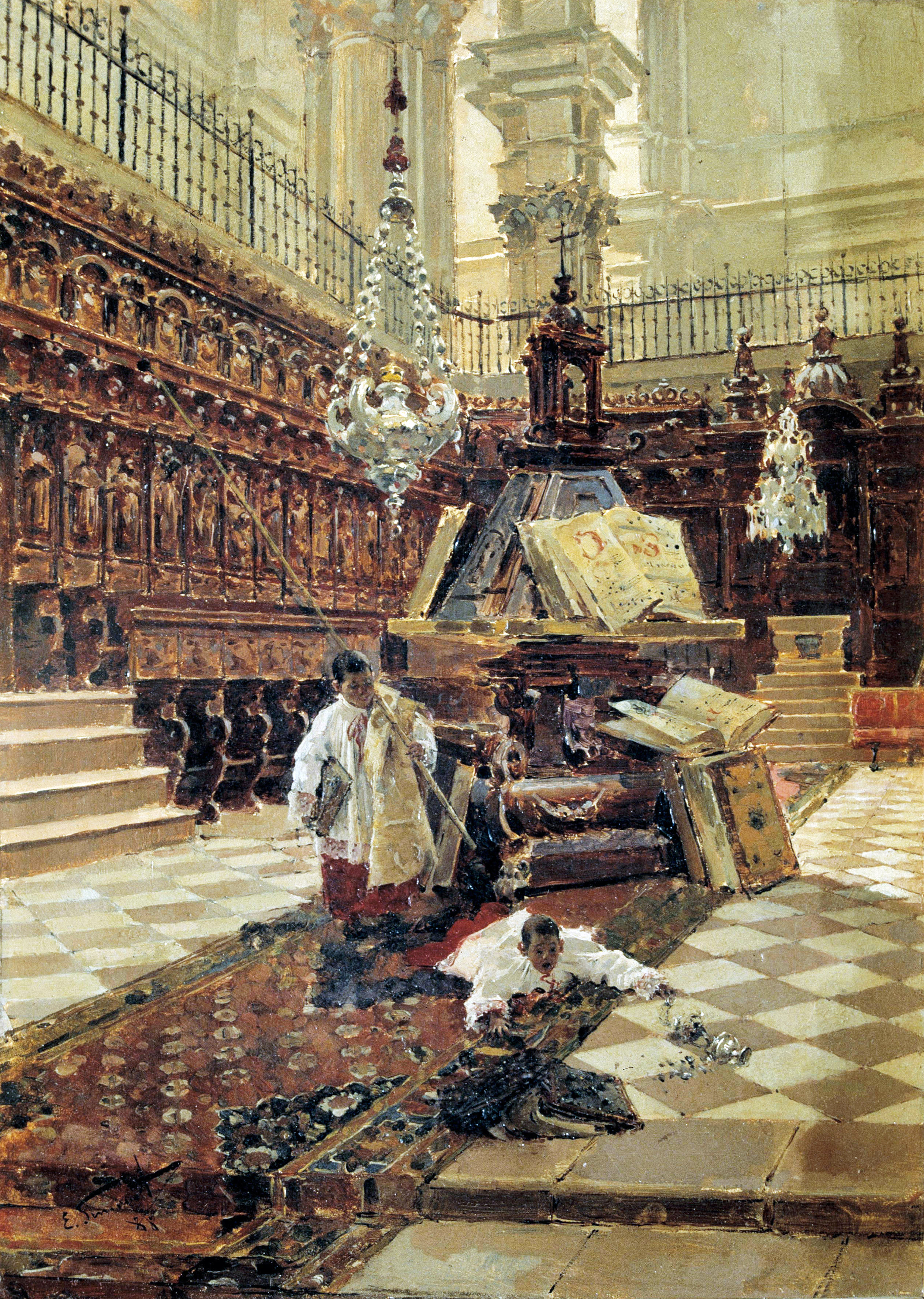
Tropezón en el coro de la Catedral de Málaga (1888) de Enrique Simonet

Tras el dilatado e intenso proceso constructivo, la Sillería del Coro de la Catedral de Málaga se presenta con una traza rectangular, dispuesta en tres niveles, los dos primeros destinados a los asientos y el último cuerpo de ático, todo ello presidido por el sitial episcopal, antecedido de escalinata y barandillas protectoras.
Al coro se accede bien a través de la reja que lo separa del presbiterio, o bien por alguna de las dos puertas gemelas abiertas, respectivamente, en el lado del Evangelio y de la Epístola.

### Primer cuerpo
El primer cuerpo está formado por cuarenta y cuatro asientos, una mitad correspondientes a deanes y la otra a los arciprestes. Este primer espacio se caracteriza fundamentalmente por el programa decorativo de los asientos, tallados en la parte inferior y lateral con diversos motivos de carácter geométrico, vegetal, animal, alegórico y emblemático, tanto de pasión como moral, así como cabezas masculinas y femeninas con gesto individualizado, obra, en su mayoría del artista sevillano Luis Ortiz de Vargas entre los años 1633 y 1637.
Entre los sitiales se sitúan diferentes estípites decorados con cabezas masculinas salpicadas de rasgos fantásticos. Asimismo, y completando el programa escultórico de la sillería baja del deán hay que destacar las misericordias, representadas de diferentes formas como, por ejemplo, una cabeza masculina con barba a modo de llamas o la cabeza de una monja tocada con expresión de llanto en la cara.
Los respaldos y sitiales de la sillería baja de los deanes están formados por paneles decorados con formas y motivos variados. Cabe destacar los sitiales número uno y cuarenta y cuatro donde se representa, respectivamente, la Esperanza y la Fortaleza.

### Segundo cuerpo
El segundo cuerpo del coro cuenta con el mismo número de asientos que el anterior, presentando una única diferencia en los respaldos, decorados con tableros de grandes dimensiones y en los que se ubican las impresionantes esculturas de bulto redondo que representan a San Pedro y San Pablo, obras de Luis Ortiz de Vargas, el apostolado y la Virgen, realizados por José Micael y Alfaro, y los padres de la iglesia, santos y evangelistas, realizados por Pedro de Mena.
La obra de Pedro de Mena refleja la rápida evolución de este respecto a su etapa anterior fuertemente influenciada por su maestro, el granadino Alonso Cano. Todas las esculturas están realizadas en maderas nobles, caoba, cedro y granadillo, sobre un fondo plano enmarcadas por pilastras y arcos de medio punto. Cabe destacar la representación de San Juan de Dios, que ocupa el sitial número dos, siendo esta obra un magnífico estudio del natural, dotado de una gran expresividad gestual. Así mismo, son de un valor artístico excepcional la figura de Santo Tomás de Villanueva del sitial número seis, la representación del San Jerónimo Penitente del número quince y la Virgen con el Niño del sitial episcopal, obras de Luis Ortiz de Vargas.

### Tercer cuerpo
El tercer cuerpo, correspondiente al ático, está compuesto por cabezas femeninas enmarcadas por una moldura rematada por una crestería compuesta, a su vez, por una saliente cornisa encuadrada por dos pilastras y frontón curvo interrumpido en el centro por un óvalo en el que se inscribe el busto de una mujer ataviada de hábito, manto y toga.

### Bienes muebles
El Coro de la Catedral de Málaga se completa con otros bienes muebles como un pequeño atril móvil de madera, el atril del obispo que, realizado en mármol rosa veteado y decorado por el escudo del obispo Fray Alonso Enríquez, se ubica en la parte superior de la escalinata y meseta, donde se encuentra el sitial episcopal y, finalmente, el facistol, el cual está fechado entre 1645 y 1671 y atribuido a Luis Ortiz de Vargas y Fernando Ortiz, de estilo manierista. Consta de una basa de forma romboidal con los ángulos terminados en volutas y un cuerpo central con cuatro cuerpos inclinados y rematado por un pequeño templete con los cuatro lados abiertos, en cuyo interior se ubica una imagen de la Inmaculada. El programa decorativo del facistol se compone de varios escudos, entre los que cabe destacar el de la Catedral de Málaga, el escudo episcopal y el escudo del cardenal Alonso de la Cueva, así como bajorrelieves que representan a ángeles con cartelas.